# Старая Симоновка
Старая Симоновка — село в Валуйском районе Белгородской области России. Входит в состав Яблоновского сельского поселения.

## География
Село находится в юго-восточной части Белгородской области, в лесостепной зоне, в пределах юго-западной части Среднерусской возвышенности, к западу от реки Оскол, на расстоянии примерно 2 километров (по прямой) к западу от города Валуйки, административного центра района. Абсолютная высота — 122 метра над уровнем моря. Одна из заброшенных шахт, по добычи мела находится на горе Бела Монтана 50.184821, 38.062975.
Климат характеризуется как умеренно континентальный. Средняя температура января −7,4 °C, средняя температура июля +20,3 °C. Годовое количество осадков составляет около 500 мм. Среднегодовое направление ветра юго-западное.

## Население
| 2002 | 2010 |
| ---- | ---- |
| 68   | ↗225 |

Половой состав
По данным Всероссийской переписи населения 2010 года в гендерной структуре населения мужчины составляли 41,9 %, женщины — соответственно 58,1 %.
Национальный состав
Согласно результатам переписи 2002 года, в национальной структуре населения русские составляли 100 %.

## Улицы
Уличная сеть села состоит из одной улицы (ул. Меловая).